# XII eleccions a la presidència del Futbol Club Barcelona
Les XII eleccions a la presidència del Futbol Club Barcelona se celebraren el 13 de juny de 2010, i serviren per escollir un nou president del club, després d'un període de 7 anys amb Joan Laporta al capdavant. Inicialment es van presentar set precandidats, malgrat que només quatre van aconseguir les signatures necessàries. Aquests van ser Agustí Benedito, Jaume Ferrer, Marc Ingla i Alexandre Rosell. Les eleccions es van realitzar per sufragi universal directe, al Camp Nou. En total hi hagué 118.665 socis cridats a les urnes.

## Precandidatures
En total es van presentar set precandidatures a les eleccions del Futbol Club Barcelona. Aquests foren Jaume Ferrer, Marc Ingla, Alexis Plaza, Jaume Guixà, Santi Salvat, Sandro Rosell i Agustí Benedito. Alfons Godall, inicialment declarat delfí de Laporta, va presentar el 25 de gener de 2010 la seva precandidatura a les eleccions, però el 28 de març de 2010, després de perdre el suport del president del club, Joan Laporta, anuncià la retirada de la seva candidatura. Finalment s'integrà a la candidatura liderada per Marc Ingla. Aquesta última va ser presentada el 6 de maig.
La precandidatura de Sandro Rosell va ser presentada el 13 de maig, sota el lema "Tots som el Barça", i va acordar amb, entre d'altres, Josep Lluís Sureda, històric líder dels Boixos Nois el retorn del grup a l'estadi. Agustí Benedito va anunciar que es presentaria el 8 d'octubre de 2009, sent el primer a fer-ho. Jaume Ferrer, que comptà amb el suport de Joan Laporta, va presentar oficialment la seva precandidatura el 27 de maig de 2010. Alexis Plaza va presentar la seva el 16 d'abril, Jaume Guixà el 3 de març mentre que Santi Salvat el 3 de maig.

## Candidatures
Les úniques candidatures que van passar el tall de 2.095 firmes van ser les d'Agustí Benedito (2.896 signatures presentades i 2.520 vàlides), Jaume Ferrer (4.442 presentades i 3.935 vàlides), Marc Ingla (4.744 signatures presentades i) i Alexandre Rosell (13.618 signatures presentades i 12.635 vàlides). No van aconseguir les signatures necessàries els precandidats Jaume Guixà (1.845), Alexis Plaza (1.209) i Santi Salvat. Les firmes s'havien d'entregar abans de les 21 hores del dimarts 1 de juny.

## Votacions
Les votacions van començar a les nou del matí i acabaren a les nou del vespre. Es van fer al Camp Nou, en 120 meses. Els llocs de vot s'adjudicaren segons el cognom. En total hi hagúe un cens de 118.665 persones, dels quals un 78% eren homes i un 22% dones. L'actual president Joan Laporta votà a dos quarts de deu, mentre que també ho van fer personalitats polítiques catalanes com Artur Mas, el president del Parlament Ernest Benach i Joan Ridao. A les deu del matí ja havia votat el 2,10% dels cridats, és a dir, 2.487 socis. A les onze ja ho havia fet el 5,2%, superant així edicions anteriors a la mateixa hora. A les dotze el ritme continuava creixent, aquest cop l'índex de participació era del 10,9% (12.937 votants).
Durant les votacions, s'organitzaren diferents activitats dirigides als socis i familiars, des d'actuacions musicals a càrrec de Funky l'Olla, Protons i l'Orquestra de Mitjanit fins a activitats per a la família, o visites per dins de l'estadi.

### Resultats
Amb una participació d'un 48,1% (57.088 vots) del cens de socis amb dret a vot.
| Nom              | Vots   | %      |
| ---------------- | ------ | ------ |
| Agustí Benedito  | 8.044  | 14,09% |
| Jaume Ferrer     | 6.168  | 10,8%  |
| Marc Ingla       | 7.014  | 12,29% |
| Alexandre Rosell | 35.021 | 61,35% |

| Vots en blanc | 722 | 1,26% |
| Vots nuls     | 119 | 0,21% |